# Вирджински бухал
Вирджински бухал (Bubo virginianus известен в Америка и като Тигров бухал) е едър вид бухал естествен обитател на Америка. Видът е адаптивен и обитава най-голям ареал от други родствени видове в Западното полукълбо.

## Описание
Вирджинският бухал е най-едрият бухал в Централна и Южна Америка и втория по големина бухал в Северна Америка след полярната бяла сова (Bubo scandiacus). Дължината на тялото им варира в рамките на 43 – 64, а размахът на крилете е 91 – 153 cm. Обикновено женските са по-дълги от мъжките птици. При различните подвидове теглото варира от 0,6 до 2,6 kg.
Съществуват значителни различия в оперението сред подвидовете, но не и във формата на тялото. Съществуват регионални вариации в цвета на оперението от бледо кафяво-сиви в субарктичните региони до шоколадовокафяв в Централна Америка. Тялото е здраво с цилиндрична форма с голяма глава и здрави криле. Възрастните имат големи кичури от пера на ушите, които са и най-големите сред бухалите обитаващи същия ареал. Лицевият диск варира от червеникав, кафяв или сив и е с различана големина. Имат и бяло петно в областта на гърлото. Цветът на ирисите е жълт, с изключение на кехлибарения цвят при южноамериканския подвид B. v. nacurutu. Главата обикновено е по-светла кафява с малки петна. Краката са покрити в голямата си част от пера и завършват с гола челна кожа около ноктите. Краката и ноктите са силни и здрави.
Звуците, които издават са ниски, но силни и наподобяват на ху-ху-хуу хуу хуу. Призивът на женските е по-висок и става по-силен в края на звука. Младите птици, за които родителите се грижат още издават силни, упорити съскащи или пронизителни звуци, които често се бъркаг с тези издавани от забулената сова.

## Подвидове
Вирджинският бухал е представин с много подвидове, които основно се различават по цвят и размер на тялото:
- Обикновен Вирджински бухал, Bubo virginianus virginianus (Gmelin, 1788)

Разпространен е в САЩ от Минесота до Тексас и Канада на север до Нова Скотия и Остров Принц Едуард.
- Южноамерикански подвид, Bubo virginianus nacurutu (Vieillot, 1817)

Подвид разпространен в Колумбия и басейна на река Амазонка.
- Субарктичен подвид, Bubo virginianus subarcticus Hoy, 1852

Разпространен е от Британска Колумбия до залива Хъдсън и на юг до Монтана и Северна Дакота.
- Калифорнийски подвид, Bubo virginianus pacificus Cassin, 1854

Разпространен в южна Калифорния западно до Сиера Невада и на юг до Долна Калифорния, Мексико.
- Тихоокеански подвид, Bubo virginianus saturatus Ridgway, 1877

Разпространен по крайбрежието на Тихи океан от Аляска на север до Северна Калифорния на юг.
- Северен Андски подвид, Bubo virginianus nigrescens Berlepsch, 1884

Разпространен в района на Андите от Колумбия до северозападно Перу.
- Пустинен подвид, Bubo virginianus pallescens Stone, 1897

Разпространен в долината Сан Хоакин и от южна Юта до западен Канзас на юг до мексиканските щати Гереро и Веракрус.
- Юкатански подвид, Bubo virginianus mayensis Nelson, 1901

Разпространен е на полуостров Юкатан.
- Долнокалифорнийски подвид, Bubo virginianus elachistus Brewster, 1902

Разпространен в полуостров Долна Калифорния.
Similar in color to pacificus, but considerably (5 – 10%) smaller; some overlap though. In fact, it is the smallest subspecies overall.
- Североизточен подвид, Bubo virginianus heterocnemis Oberholser, 1904

Разпространен е в Канада, провинциите Квебек и Нюфаундленд и Лабрадор. През зимата мигрира на юг до Онтарио
- Северозападен подвид, Bubo virginianus lagophonus Oberholser, 1904

Разпространен е във вътрешността на Аляска на юг до планинските части на Британска Колумбия и Орегон и Монтана.
- Централноамерикански подвид, Bubo virginianus mesembrinus Oberholser, 1904

Разпространен е от провлака Теуантепек на юг до Панама.
- Подвид от Скалистите планини, Bubo virginianus pinorum Dickerman & Johnson, 2008

Разпространен е в района на Скалистите планини северно от река Снейк на юг до Аризона, Ню Мексико и планината Гуадалупи в Тексас.

## Разпространение и местообитания
Ареалът на разпространение на вида се простира от субарктичните райони на Северна Америка на юг през двата американски континента чак до остров Огнена земя. В Централна Америка не се среща в Южна Гватемала, Никарагуа и части от Панама, както и на Антилските острови. Това е най-широко разпространеният вид от семейството в Америка.
Те са сред най-приспособимите сови в света по отношение на разликите в местообитанията. Представителите на вида обитават еднакво добре широколистни, иглолистни и смесени гори, тропически гори, пампаси, прерия, планински райони, пустини, субарктична тундра, скалисти брегове, блатисти мангрови гори, както и някои градски райони.

## Поведение
Подобно на повечето сови през деня те са неактивни и стоят прикрити по дърветата. Притежават силно бинокулярно зрение, което им позволява да установят и локализират плячката дори и при слаба светлина. Очите са големи почти колкото тези на човека и са слабо подвижни. Ето защо бухалът трябва да обърне главата от шията, която е в състояние да се завърти на 270 градуса с цел да вижда във всички посоки без да движи тялото.
Слухът е също много добре развит. Това се дължи и на т.нар. уши от пера на главата, които насочват звука към средното ухо. Силата на натиск на пръстите на краката е огромна и често е по-голяма от тази на скалния орел.
Бухалите дебнат плячката като стоят прикрити на клон, камък или друго издадено място. Установяват точното местоположение на плячката и се спускат тихо близо до земята като планират или летят безшумно. Понякога могат и да ходят докато уловят плячката. Почти цялата плячка се убива с ноктите на бухала, често незабавно, въпреки че някои от тях може да бъде доубита с човката. Животните се поглъщат цели, когато е възможно. Много голямата плячка, която тежи трябва да бъде изядена на място. В северните региони, където е широко разпространена такава голяма плячка, бухалите оставят неизядена храна, която замръзва. По-късно се консумира като я размразяват с помощта на телесната си топлина. Когато плячката се поглъща цяла, бухалите повръщат несмляни кости след няколко часа.

## Хранене
В преобладаващата група на плячката влизат малки и средни бозайници като зайци, които са статистически най-честата плячка, както и различни средно големи гризачи като плъхове, катерици, летящи катерици, мишки, леминги и полевки. Други бозайници които яде редовно са земеровки, прилепи, броненосци, мармоти, порове, белки и невестулки.
Птиците също съставят от една голяма част от диетата на вирджинските бухали. Ловува от чапли и малки на лебеда до кълвачи, яребици, врани, гълъби, чайки, пъдпъдъци, пуйки и различни врабчоподобни и водолюбиви птици, особено водни кокошки и патици. Доста често ловуват дори грабливи птици.
Влечугите в менюто варират от млади американски алигатори до гущери, земноводни, риби, ракообразни и дори насекоми, стоножки, скорпиони и земни червеи. Вирджинските бухали ловуват и домашни животни, включително и котки и малки или млади кучета.

## Размножаване
Вирджинските бухали са от видовете, които започват най-рано приз годината да се размножават. Те снасят в края на януари или началото на февруари. В южните ареали няма определен период на размножаване. Мъжките привличат женски със своите звуци и движение на перата в областта на гърлото. Обикновено образуват двойки, които отглеждат поколение през годината, но често остават заедно и за цял живот. Изграждат свое собствено гнездо или заемат старо от предходни двойки. Снасят от едно до шест яйца (над 4 е много рядко), в зависимост от условията на околната среда. Мътенето продължава от 28 до 37 дни, средно 33 дни. Женската сама мъти и рядко излиза извън гнездото. През това време мъжкият улавя плячка и я носи за да се храни. Мъжкият продължава да храни малките и след излюпването им в продължение на две седмици. Младите започват да излизат от гнездото към шестата седмица и седмица по-късно започват да правят опити да летят. Въпреки това започват стабилно да летят към 10 до 12 седмица. Малките са зависими от майката до към петия месец.